# Francis Marshall (illustrateur)
Pour les articles homonymes, voir Francis Marshall.
Francis Marshall  est un illustrateur britannique pour la presse et l'édition. Sa carrière se déroule significativement jusqu'en 1928 pour la mode, puis il s'oriente vers la description de la vie sociale anglaise et termine les dernières années de sa vie par la réalisation plusieurs couvertures des fictions romantiques de Barbara Cartland.

## Biographie
William Francis Marshall nait à Londres en 1901. Sa mère est néerlandaise, son père anglais. Il est cadet à douze ans dans la marine puis intègre la Navy au début de la Grande Guerre, terminant celle-ci comme officier d'artillerie avant de quitter ses engagements militaires vers 20 ans. Il suit des études à la Slade School of Fine Art durant deux ans avant de travailler à partir de 1925 comme dessinateur commercial.
Il est présenté au British Vogue par un ami et se voit embaucher en 1928 ; il y restera une douzaine d'années. Il dessine la vie mondaine londonienne ainsi que le cérémonial de la royauté, croquant entre autres le jubilé du roi George V ou le couronnement de George VI. Il collabore également en parallèle avec les éditions française et américaine ainsi que pour les marques Elizabeth Arden ou Jaeger. Il travaille régulièrement en noir et blanc, technique pour laquelle il est particulièrement reconnu. 
Durant la Guerre, il est officier de renseignement pour l'Amirauté et contribue encore un peu pour Vogue. Par la suite, il travaille pour le Daily Mail jusqu'en 1963, observant et dessinant la vie sociale anglaise ainsi que la mode, où il assiste aux défilés à Milan ou Paris. Il réalise également des illustrations pour d'autres publications en parallèle. Dans les années 1960, il participe au crime ne paie pas et maintenant indépendant, continue à illustrer la mode. Il fait la rencontre de Barbara Cartland en 1966 lors d'un déjeuner et se met à créer les couvertures de ses livres ; il en dessine plus de 200 jusqu'à sa mort en 1980,.

## Publications
Il publie également les livres Fashion Drawing guide pratique de 1942 pour les futurs illustrateurs de mode, An Englishman in New York (1949), Magazine Illustration (1959), Sketching the Ballet, The London Book ou Drawing the Female Figure.
- (en) Francis Marshall, London West, London & ; New York : The Studio, 1944, 95 p.[n 2]